# Oria lajonquierei
Oria lajonquierei là một loài bướm đêm trong họ Noctuidae.